# Assedio di Gaeta (1815)
L'assedio di Gaeta del 1815 fu un assedio di tre mesi della città da parte delle forze austriache durante la guerra austro-napoletana.
La guarnigione napoletana era comandata dal maresciallo di campo Alessandro Begani, generale del deposto re di Napoli Gioacchino Murat, mentre gli austriaci erano comandati dal barone Joseph Freiherr von Lauer. Gli austriaci furono rinforzati dalle navi della Royal Navy. L'8 agosto 1815 la città capitolò, sancendo la fine ufficiale della guerra.
Gaeta fu l'ultima città italiana in assoluto ad arrendersi alla coalizione antifrancese, un mese dopo la fine della campagna dei Cento giorni.